# Peter Ove Christensen
Peter Ove Christensen (født 15. januar 1957 i Fiskbæk ved Løgstrup, død 9. november 2017) var en dansk økonom der primært forskede og underviste i finansiering og regnskabsvæsen.
Han blev kandidat i Matematik-Økonomi ved Aarhus Universitet i 1983 og fik sin doktorgrad i økonomi (dr. oecon) fra Syddansk Universitet i 1990. Fra 2005 til 2014 var han ansat som professor ved Institut for Økonomi, Aarhus Universitet, hvorefter han fra 2015 frem til sin død var ansat som professor ved Institut for Finansiering ved Copenhagen Business School.
Han blev Ridder af Dannebrog i 2003.

## Ekstern henvisning
- Aarhus Universitets website Arkiveret 5. marts 2016 hos  Wayback Machine